# Lupinus gachetensis
Lupinus gachetensis är en ärtväxtart som beskrevs av Charles Piper Smith. Lupinus gachetensis ingår i släktet lupiner, och familjen ärtväxter. Inga underarter finns listade i Catalogue of Life.